# Der Puppenspieler (1980)
Der Puppenspieler (Originaltitel: Le Guignolo) ist ein Film von Georges Lautner mit Jean-Paul Belmondo aus dem Jahr 1980.

## Handlung
Alexandre Dupré ist ein gerissener Allroundganove. Einen Hafturlaub nutzt er für einen Wohnungseinbruch. Wenig später – wegen guter Führung entlassen – begibt er sich auf ein Kreuzfahrtschiff, um mit Falschgeld eine reiche Amerikanerin auszunehmen. Die aber entpuppt sich als ebenso gerissene Betrügerin – ihre als Sicherheit ausgehändigten Diamanten sind ebenfalls falsch. Gemeinsam wollen beide anschließend den Grafen Helmut von Offenburg ausnehmen. Alexandres Komplizin verliebt sich jedoch in das Opfer. Wieder allein, plant er nun in Venedig einen falschen Canaletto an eine japanische Investorengruppe zu verkaufen.
Aus Gefälligkeit nimmt Alexandre für einen Mitreisenden einen Koffer mit durch den Zoll, angeblich um das Gepäckstück vor dessen eifersüchtiger Gattin zu verstecken. Dieser Mitreisende wird jedoch vor der Rückgabe des Koffers ermordet. In dem Koffer befindet sich eine Geheimformel, und Alexandre – der sich nun Graf de Valembreuse nennt – wird von Polizei, Gangstern und Geheimdiensten gejagt.
Natürlich wird er mit diesen Gegnern fertig und findet zwischendurch auch Zeit für hübsche Frauen. Der Film endet mit der Übergabe der Formel (mit der eine von Erdöl unabhängige Energieversorgung möglich scheint) an die französischen Behörden und einer Amnestie für Alexandres jüngste Gaunereien.

## Kritik
„Die Belmondo-Komödie ist anfangs recht ironisch-amüsant, bis ihr mit fortschreitender Dauer die Luft ausgeht. Dennoch dank zahlreicher Gags und Dialogpointen insgesamt ein unterhaltsamer Genrefilm.“

## Hintergründe
Filmgeschichte schrieb Der Puppenspieler durch den erstmaligen Einsatz eines Gewehres mit Ziellaser. Der Effekt des roten Lichtpunkts, der den Tod ankündigt, wurde später in unzähligen Filmen kopiert. In einer berühmten Szene des Films schwebt Alexandre Dupre an einem an einem Hubschrauber angebrachten Trapez über den Dächern von Venedig. In einer anderen Szene rast er mit einer Motoryacht durch die Kanäle der Lagunenstadt und kracht damit, da der Steuermann der Yacht während der Fahrt (mit Hilfe eines Ziellasers) ermordet wird, direkt in die Lobby eines Hotels.